# Biesen
Biesen è una frazione (Ortsteil) della città tedesca di Wittstock/Dosse.

## Storia
Il 6 dicembre 1993 il comune di Biesen venne aggregato alla città di Wittstock.

## Geografia antropica
Appartengono alla frazione di Biesen le località di Eichenfelde e Heinrichsdorf.

## Amministrazione
La frazione di Biesen viene rappresentata da un consiglio di frazione (Ortsbeirat) di 3 membri.